# كلارك كليفورد
كلارك ماك آدامز كليفورد (بالإنجليزية: Clark Clifford)‏ (25 ديسمبر 1906 - 10 أكتوبر 1998) هو محامي أمريكي كان أحد أهم المستشارين السياسيين للرؤساء الديمقراطي هاري ترومان وجون كينيدي وليندون جونسون وجيمي كارتر. وكان مناصبه الرسمية في الحكومة هي مستشار البيت الأبيض (1946-1950)، ورئيس المجلس الاستشاري للمخابرات الرئاسية (1963-1968)، ووزير الدفاع (1968-1969)؛ وكان كليفورد أيضا مؤثرا في دوره كمستشار رئاسي غير رسمي في مختلف القضايا. وهو محام ناجح في واشنطن، كان معروفا بزبائنه النخبة.
استعان جميع الرؤساء الديمقراطيين الأربعة في الحرب الباردة بخدمات كليفورد واعتمدوا على مشورته، وتم وصفه بأنه أحد أهم المطلعين على سياسة واشنطن.
دخل كليفورد في سنواته الأخيرة في العديد من المشاكل. وكان شخصية رئيسية في فضيحة بنك الاعتماد والتجارة الدولي، التي أدت إلى اتهام ألعديدين من قبل لجنة المحلفبن.

## التعليم
تعلم في جامعة واشنطن في سانت لويس.

## جوائز
حصل على جوائز منها وسام الحرية الرئاسي.

## روابط خارجية
- كلارك كليفورد على موقع مونزينجر (الألمانية)
- كلارك كليفورد على موقع إن إن دي بي (الإنجليزية)